# Johann Baptist Stöger

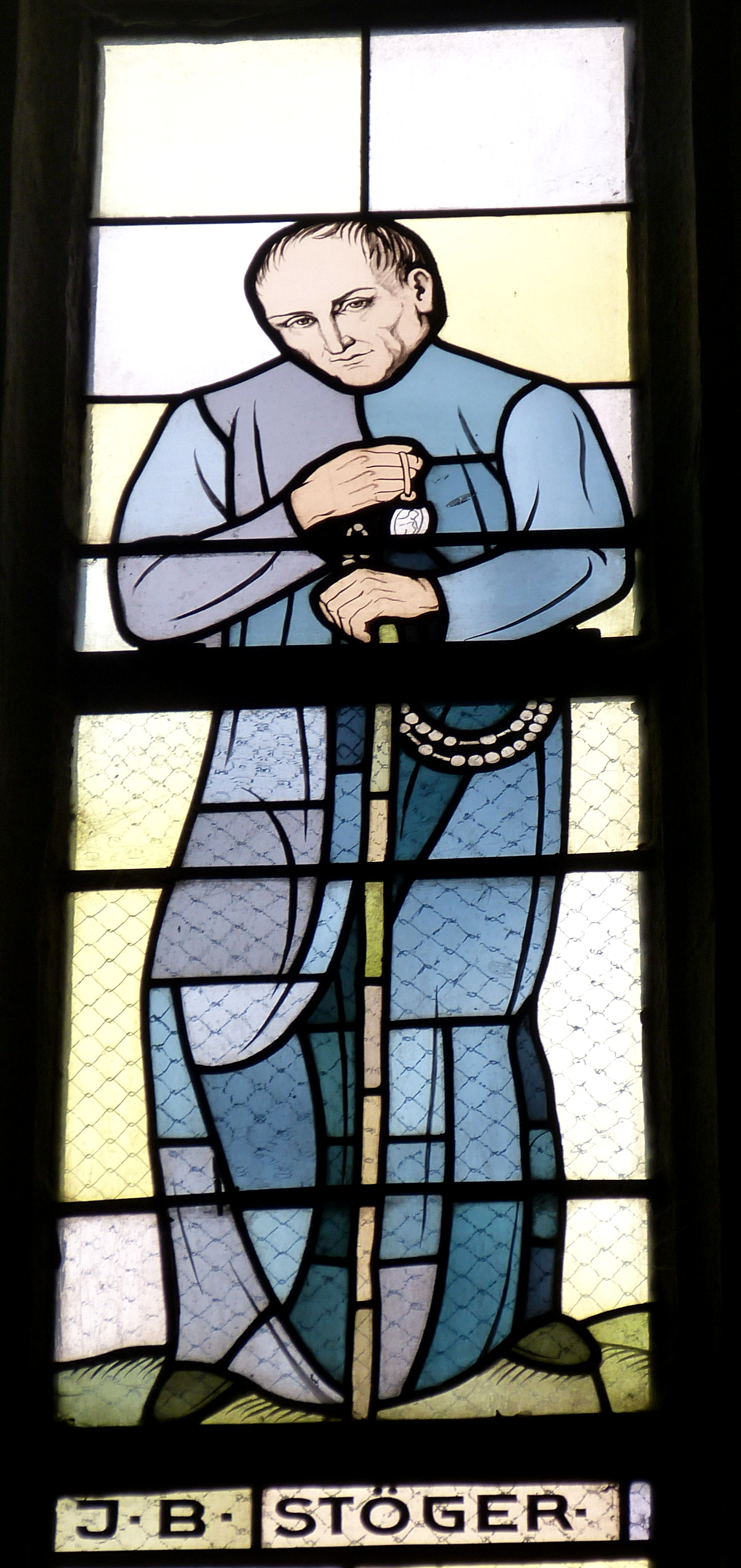
Johann Baptist Stöger auf einem Fenster (1935) der Redemptoristenkirche in Eggenburg (NÖ)

Fr. Johannes Baptist Stöger C.Ss.R. (* 4. Oktober 1810 in Enzersfeld; † 3. November 1883 in Eggenburg) war ein Laienbruder der Redemptoristen-Kongregation.

## Leben
Stöger trat am 1. Jänner 1836 in das Kloster Maria am Gestade in Wien ein. Ab September 1836 absolvierte er sein Noviziat im Redemptoristenkolleg Eggenburg. Am 18. März 1840 legte er die religiösen Gelübde ab. Sechsundvierzig Jahre lebte er in der Kongregation als Koch, Bäcker, Gärtner und in anderen demütigen Dienstleistungen. Der kanonische Prozess zur Seligsprechung wurde am 17. November 1898 initiiert. Der Apostolische Prozess wurde am 23. Jänner 1923 abgeschlossen. Am 30. Oktober 1900 wurde er in einem Ehrengrab in der Klosterkirche in Eggenburg beigesetzt.

## Verehrung
Gedenktag: 3. November.